# Кудрявська, 2
Житловий будинок № 2 — житлова споруда, яка розташована на розі  Кудрявської вулиці та Несторівського провулку, що в місцевості Кудрявець (Київ).
Будівля — характерний зразок післявоєнної забудови з використанням мотивів української архітектури. Виступає акцентом у забудові невеликого майдану. Наказом Головного управління охорони культурної спадщини № 10/38-11 від 25 червня 2011 року визначена як пам'ятка архітектури та містобудування місцевого значення.

## Історія ділянки
У 1830—1840-х роках розпочалася інтенсивна забудова Кудрявця. У цей же час тут сформувалася сучасна система вулиць.
У другій половині ХІХ сторіччя ділянкою № 2 володів чиновник Остапенко. У 1898—1915 роках власницею зазначена Ольга Карабут.

## Будівництво і використання будівлі
Після Німецько-радянської війни ділянку відвели під багатоквартирний будинок. Його звели впродовж 1951—1952 років за проєктом архітектора Миколи Холостенка.
У будівлі міститься Бібліотека № 122 для дітей Шевченківського району. У крилі з боку Несторівського провулку на першому поверсі була «Книжкова лавка».

## Архітектура

Щипець у стилі українського бароко

У чотириповерховому, цегляному будинку розплановані дво- і трикімнатні квартири. Два крила під тупим кутом з'єднані з наріжною секцією. 
Фасад вирішений у сірій цеглі з елементами українського необароко. Наріжжя фланкують напівкруглі еркери й увінчує бароковий щипець.
Площину наріжжя підкреслюють глибокі лоджії. Їхні спіральні колони, а також ліпний рослинний орнамент дахового вікна додають виразності фасаду.
Фасади бічних крил позбавлені декору й оформлені стримано.